# Château de Castiglione del Terziere
 (décembre 2023).
Si vous disposez d'ouvrages ou d'articles de référence ou si vous connaissez des sites web de qualité traitant du thème abordé ici, merci de compléter l'article en donnant les références utiles à sa vérifiabilité et en les liant à la section « Notes et références ».
Le château de Castiglione del Terziere (en italien : Castello di Castiglione del Terziere), est un ancien château fortifié qui est situé dans la commune de Bagnone, dans la province de Massa-Carrara en Toscane,.
C'est un château de la Lunigiana qui a appartenu à l'une des branches des Malaspina dello Spino Fiorito, du XIVe au XVIIIe siècle.

## Historique
Ce château a été établi dans le hameau de Castiglione del Terziere sur le site d'une ancienne colonie byzantine (VIe – VIIe siècle). Au Moyen Âge le château actuel faisait partie du fief des Corbellari qi le céda, en 1202, à la famille Malaspina. Dès 1321, durant la domination de Castruccio Castracani la place forte servit au projet d'unification de la Lunigiana, la Garfagnana, la Lucchesia et la Versilia en un seul grand État. Le château fut agrandi et renforcé. Le projet ayant échoué, le château reprit une certaine importance comme position de contrôle du commerce sur la Via Francigena.
Au milieu du XIVe siècle, Franceschino Malaspina, capitaine de guerre de la république de Florence, y construit une aile résidentielle  en incorporant le donjon primitif et la grande tour circulaire.
Après une longue période de délabrement dès le milieu du XVIIIe siècle, le château est acheté par Loris J. Bononi (it) qui a supervisé sa restauration qui abrite maintenant le Centro studi umanistici Niccolò V qui est doté d'une riche bibliothèque historique.

## Galerie

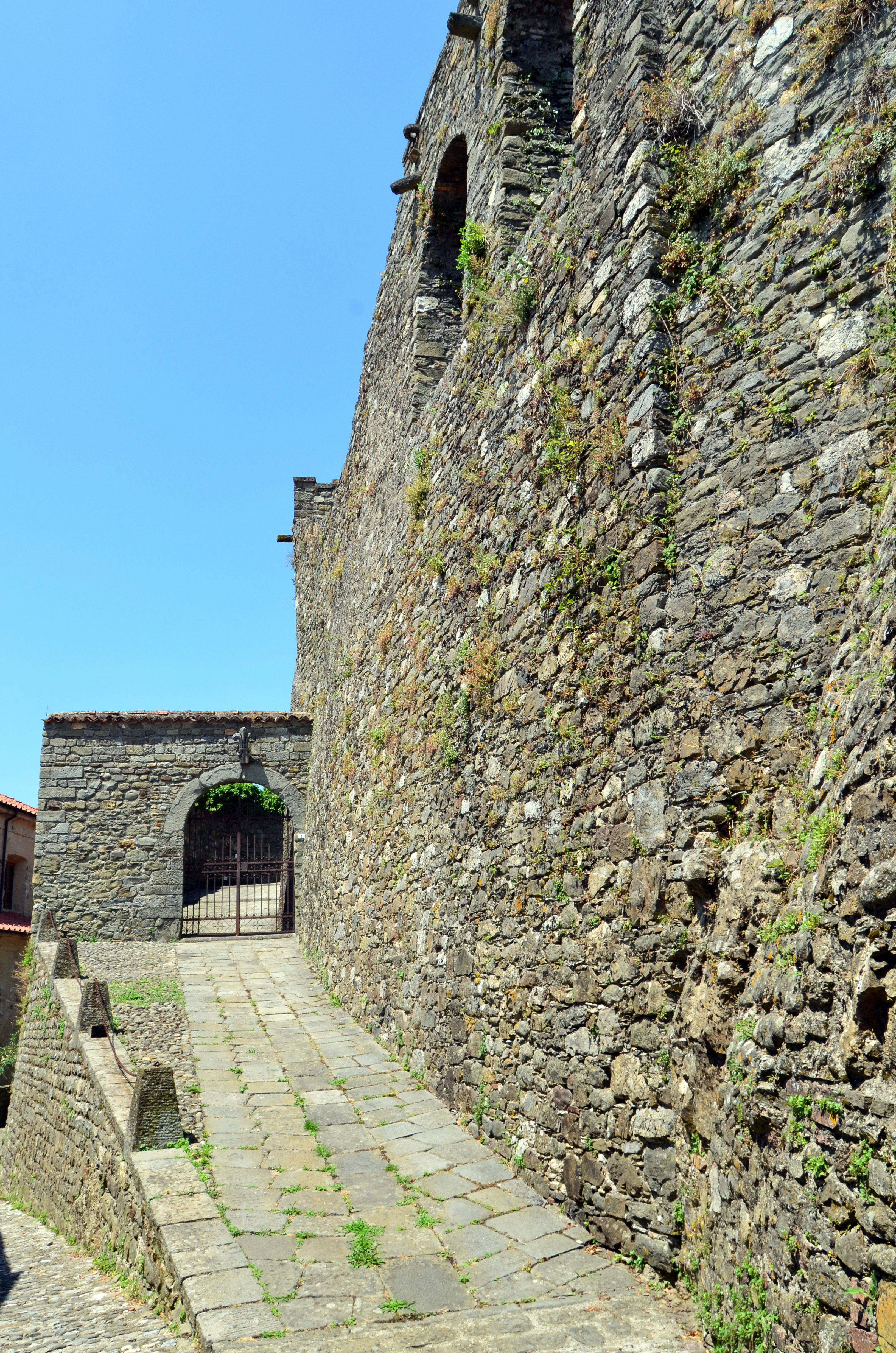
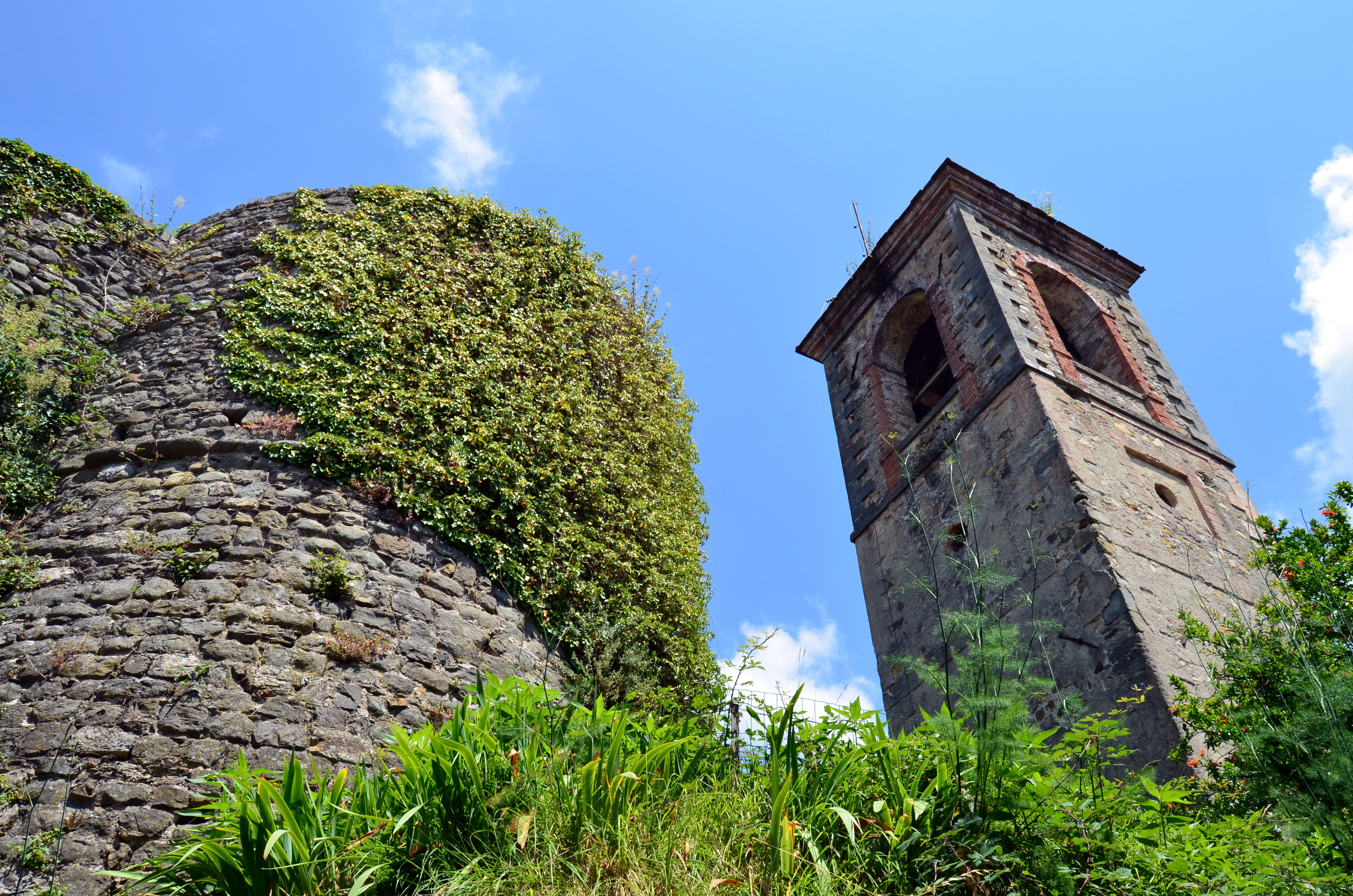